# Andrzej Franciszek Steciwko
Andrzej Franciszek Steciwko (ur. 4 października 1950 we Wrocławiu, zm. 30 grudnia 2012 r. tamże) – polski lekarz, profesor nauk medycznych, specjalizujący się w chorobach wewnętrznych, medycynie rodzinnej, nefrologii, balneologii, bioklimatologii oraz fizykoterapii; nauczyciel akademicki związany z uczelniami medycznymi we Wrocławiu i Opolu.

## Biografia
Urodził się w 1950 roku w rodzinie lekarskiej we Wrocławiu, gdzie osiedliła się jego rodzina po zakończeniu II wojny światowej. Po ukończeniu tam w 1968 roku liceum ogólnokształcącego z wyróżnieniem oraz pomyślnie zdanym egzaminie maturalnym, podjął studia na Akademii Medycznej we Wrocławiu. Ukończył je w 1974 roku dyplomem lekarza medycyny z wyróżnieniem. W tym samym roku rozpoczął pracę w Klinice Nefrologii na swojej macierzystej uczelni. W ciągu kolejnych lat zdobywał kolejne szczeble kariery zawodowej i naukowej, uzyskując specjalizację z: chorób wewnętrznych, balneologii, bioklimatologii, fizjoterapii, nefrologii, a także medycyny rodzinnej. W 1982 roku obronił pracę doktorską, a w 1991 roku uzyskał stopień naukowy doktora habilitowanego na podstawie rozprawy nt. Zmiany ultrastrukturalne wybranych elementów budowy kłębka nerkowego powstałe w wyniku działania neuraminidazy i jej wpływ na przebieg kłębkowego zapalenia nerek wywołanego przewlekłym podawaniem ludzkiej immunoglobuliny A w różnych modelach eksperymentalnych. W 1995 roku objął stanowisko profesora nadzwyczajnego, zaś w 2003 roku profesora zwyczajnego na wrocławskiej Akademii Medycznej. W 1998 roku z rąk Prezydenta Polski Aleksandra Kwaśniewskiego otrzymał tytuł profesora nauk medycznych.
Poza działalnością naukowo-dydaktyczną pełnił także szereg ważnych stanowisk kierowniczo-organizacyjnych. W latach 1981–1989 sprawował funkcję zastępcy dyrektora ds. klinicznych Państwowego Szpitala Klinicznego nr 5 we Wrocławiu. Od 1989 do 1993 roku był rzecznikiem prasowym Akademii Medycznej we Wrocławiu, a w latach 1990–2002 kierownikiem Wojewódzkiej Stacji Dializ z Oddziałem Nefrologicznym w Legnicy oraz specjalistą wojewódzkim ds. nefrologii i dializoterapii województwa legnickiego. Ponadto przez część tego okresu pełnił funkcję specjalisty regionalnego ds. nefrologii i dializoterapii dla regionu obejmującego obszar dzisiejszego Dolnego Śląska. W latach 1993–1996 piastował urząd prorektora ds. dydaktyki Akademii Medycznej im. Piastów Śląskich we Wrocławiu, a w okresie od 1997 do 1999 roku pełnił urząd pełnomocnika rektora ds. budowy Centrum Klinicznego Nowej Akademii Medycznej we Wrocławiu. W latach 1991–1999 był członkiem Zespołu ds. restrukturyzacji szpitali klinicznych należących do wrocławskiej Akademii Medycznej.
W 1994 roku został powołany przez ministra zdrowia i opieki społecznej na stanowisko koordynatora Regionalnego Ośrodka Kształcenia Lekarzy Rodzinnych dla województw: wrocławskiego, wałbrzyskiego, jeleniogórskiego, legnickiego oraz zielonogórskiego, zaś przez rektora Akademii Medycznej we Wrocławiu na stanowisko kierownika Zakładu Medycyny Rodzinnej. W latach 1994–1996 zorganizował od podstaw Zakład Medycyny Rodzinnej Akademii Medycznej i Regionalny Ośrodek Kształcenia Lekarzy Rodzinnych we Wrocławiu.
Utworzył od podstaw i objął jako pierwszy stanowisko rektora Państwowej Medycznej Wyższej Szkoły Zawodowej w Opolu. Funkcję tę sprawował do 2011 roku, kiedy to zrezygnował z niej ze względów zdrowotnych. Była to pierwsza i jedyna uczelnia o profilu medycznym działająca w województwie opolskim. Zmarł w 2012 roku we Wrocławiu. Został pochowany na Cmentarzu Świętej Rodziny na wrocławskim Sępolnie.

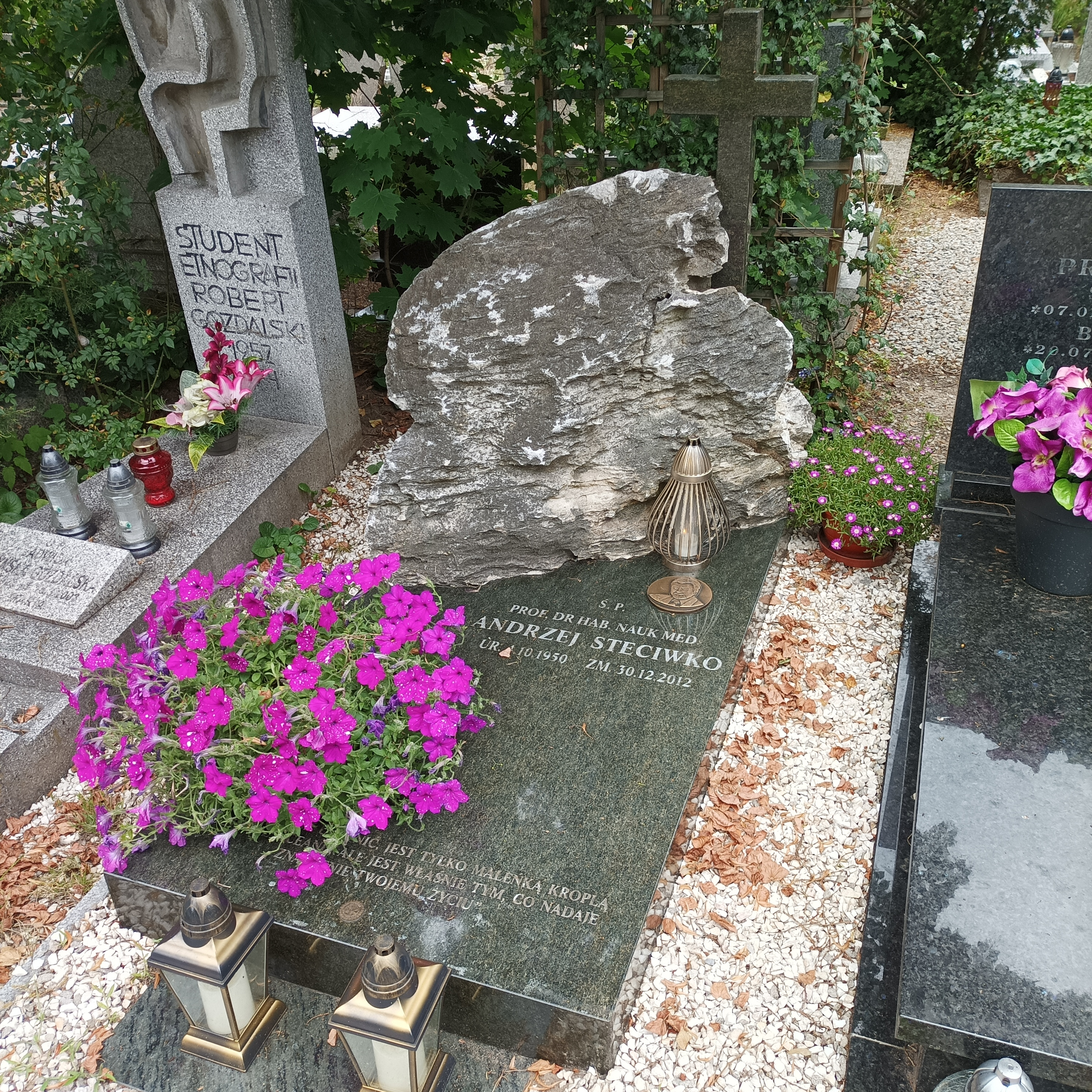
Grób prof. Andrzeja Steciwko na Cmentarzu Świętej Rodziny we Wrocławiu

## Dorobek i towarzystwa naukowe oraz odznaczenia
Andrzej Steciwko należał do twórców i pionierów medycyny rodzinnej w Polsce, w tym przede wszystkim na Dolnym Śląsku. Dzięki jego intensywnym staraniom powstało pierwszych 21 modelowych praktyk lekarzy rodzinnych we Wrocławiu i regionie dolnośląskim. Od 1995 roku nieprzerwanie pełnił funkcję konsultanta regionalnego w dziedzinie medycyny rodzinnej dla pięciu ówczesnych województw południowo-zachodniej Polski, a po reformie administracyjnej, od roku 1999 był specjalistą wojewódzkim ds. medycyny rodzinnej dla województwa dolnośląskiego.
Należał do aktywnych członków wielu towarzystw naukowych. W 1999 roku założył Polskie Towarzystwo Medycyny Rodzinnej, którego był prezesem. Ponadto był również wiceprezesem Stowarzyszenia Przyjaciół Medycyny Rodzinnej i Lekarzy Rodzinnych. Od 1999 roku pełnił również funkcję redaktora naczelnego kwartalnika „Family Medicine&Primary Care Review”, będącego czasopisma naukowego dla lekarzy rodzinnych. Wchodził w skład członków Towarzystwa Internistów Polskich oraz Komitetu Nauk Klinicznych Wydziału V Nauk Medycznych Polskiej Akademii Nauk. Poza działalnością medyczną należał do członków Rotary International, pełniąc od 2004 do 2005 roku funkcję prezydenta Rotary Club Wrocław Panorama.
Za swoją działalność naukowo-dydaktyczną, organizacyjną, jak i naukową był wielokrotnie nagradzany odznaczeniami uczelnianymi, ministerialnym oraz państwowymi. Otrzymał m.in.: Krzyż Kawalerski Orderu Odrodzenia Polski, Brązowy Krzyż Zasługi, Złotą Odznaką „Zasłużony dla Województwa i Miasta Wrocławia”, Medal Komisji Edukacji Narodowej, Medal i Złotą Odznakę „Academia Medica Wratislaviensis Polonia”. W 2009 roku został wybrany „Człowiekiem Roku w Polskiej Medycynie”.
Był promotorem 15 prac doktorskich, recenzentem 21 z nich, projektów badawczych, grantów uczelnianych i Komitetu Badań Naukowych. Wykształcił kilka pokoleń lekarzy. Pod jego kierownictwem 724 lekarzy uzyskało specjalizację z zakresu medycyny rodzinnej.
Andrzej Steciwko był autorem lub współautorem 1075 publikacji, w tym 835 prac pełnych i 240 streszczeń, które opublikowane były w polskich, jak i anglojęzycznych renomowanych czasopismach. Był autorem oraz redaktorem kilkudziesięciu książek z dziedziny medycyny rodzinnej i nefrologii, członkiem Rady Naukowej 6 kwartalników.